# 1-ша винищувальна повітряна армія ППО (СРСР)
Пе́рша вини́щувальна пові́тряна а́рмія ППО (1 ВПА ППО) — авіаційне об'єднання сил ППО, повітряна армія ППО РСЧА в Збройних силах СРСР під час Німецько-радянської війни.
Створена у червні 1943 року на базі 6-го винищувального авіаційного корпусу ППО. У роки війни вона послідовно входила до складу Московського (Московської армії ППО), Західного, Північного і Центрального фронтів ППО.

## Склад
Спочатку до складу армії були включені чотири знов сформовані винищувальні авіаційні дивізії (17 винищувальних авіаційних полків, частини і підрозділи забезпечення). До кінця війни до бойового складу армії були передані винищувальний авіаційний корпус ППО Ленінграда, три винищувальні авіаційні дивізії ППО Москви, а також по одній винищувальній авіаційній дивізії ППО Мурманська, Архангельська, Горького.

## Командування
- Командувачі:
  - генерал-майор авіації А. В. Борман (червень 1943 — квітень 1944);
  - генерал-майор авіації А. І. Мітенков (квітень 1944 — березень 1945);
  - генерал-лейтенант авіації Пестов С. О. (березень 1945 — до кінця війни, ТВО).